# Bad Hofgastein
Bad Hofgastein est une commune (Marktgemeinde) du district de Sankt Johann im Pongau dans le land de Salzbourg, en Autriche. C'est une station thermale et également une station de sports d'hiver. 

## Géographie

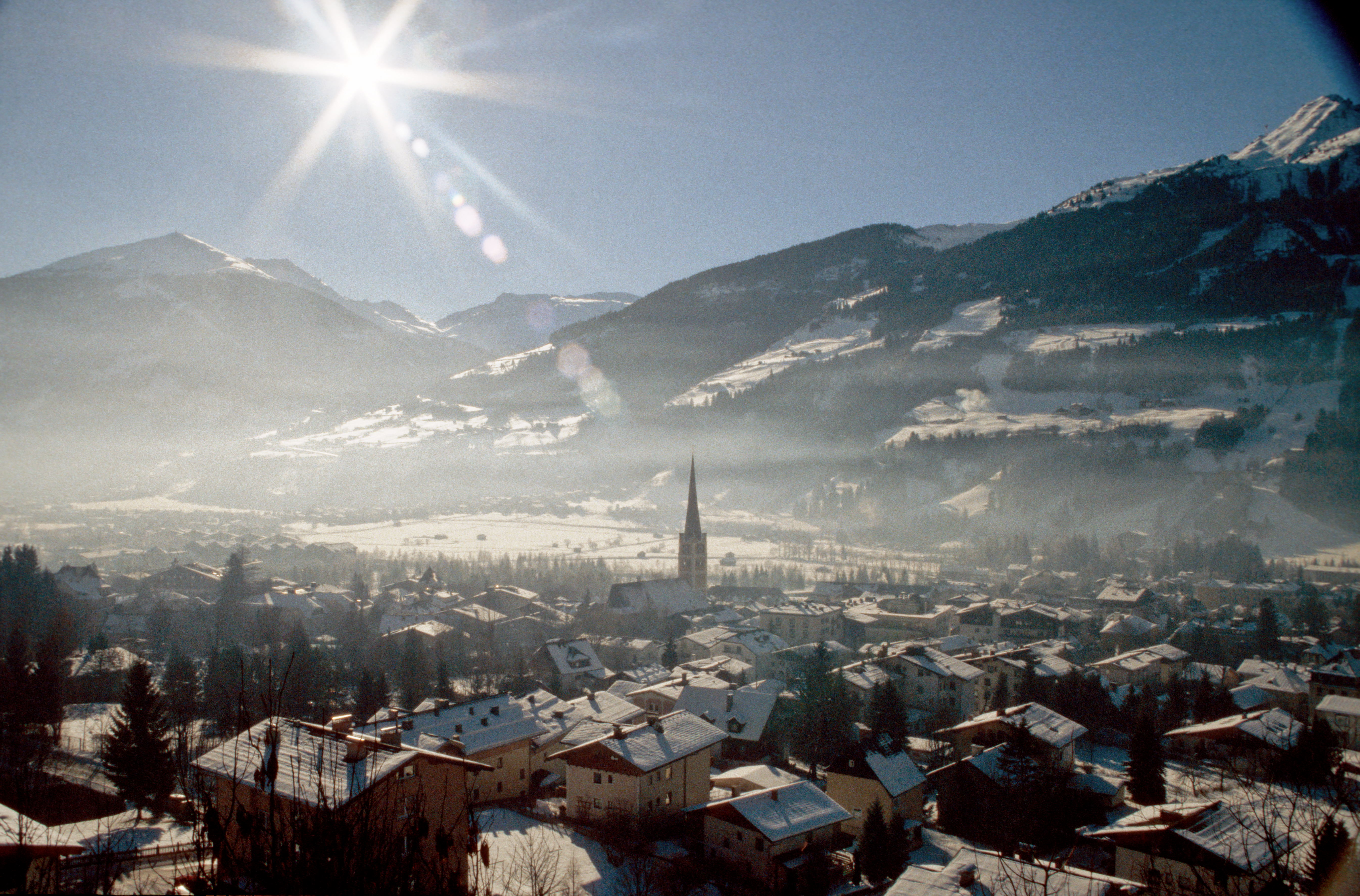
Vue sur Bad Hofgastein et la vallée.

Le bourg se trouve dans la vallée de la Gasteiner Ache (Gasteinertal), sur le versant nord des Hohe Tauern, à environ 100 km au sud de la capitale régionale de Salzbourg. Il s'étend sur 103,75 km2 et compte environ 6 900 habitants. Il y a une école professionnelle de tourisme ainsi qu'un lycée qui met l'accent sur la musique.

## Histoire
Depuis l'Antiquité, la vallée de Gastein a été un centre pour l'extraction de l'or et de l'argent. Le Hof in der Gastein (« la cour dans la Gastein »), à l'endroit le plus large, est devenu tôt le chef-lieu de la région. Au Moyen Âge, un important chemin muletier mène à travers les Hohe Tauern reliant Salzbourg et Carinthie. Une première église paroissiale date de 894 ; au XIIIe siècle, le lieu obtint le droit de tenir marché par les archevêques de Salzbourg.
À l'aube des temps modernes, la municipalité a subi les effets de la peste et de la guerre de Trente Ans. C'est seulement au début du XIXe siècle, sous l'administration de l'empire d'Autriche, que les bains donnent un nouvel essor à Hofgastein. Le 23 août 1828, l'empereur François Ier autorise les inhabitants à profiter des sources thermales à Bad Gastein.

## Activités

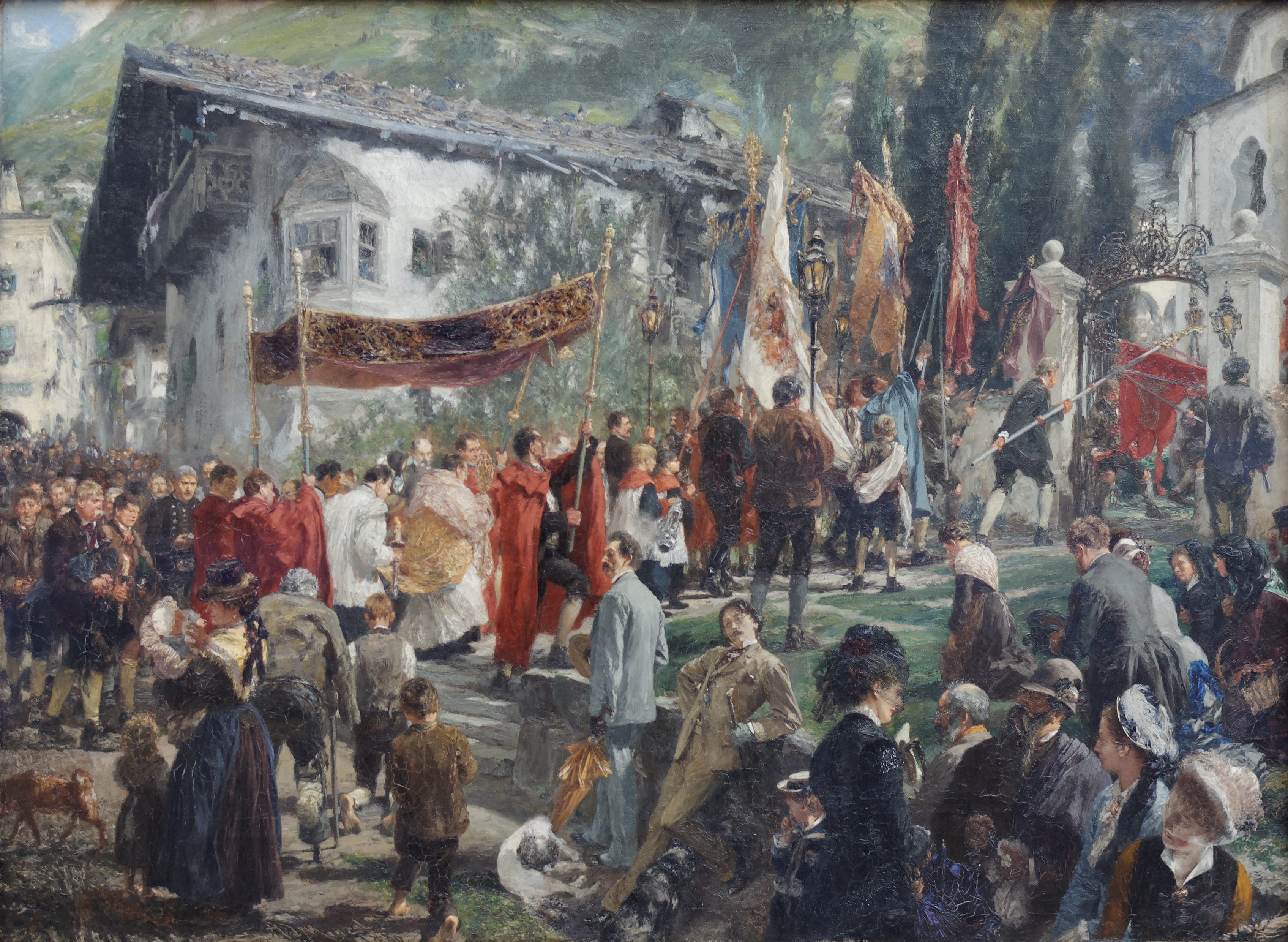
Procession à Hofgastein. Adolph von Menzel (1880)

De nombreuses activités peuvent s'y pratiquer en plein air, par exemple des randonnées à pied ou à vélo. Le village comporte des thermes, des courts de tennis, un terrain de golf etc. En hiver l'abondance de la neige permet de s'adonner au ski, au snowboard, à la luge, au patinage, au ski de fond, ou aux promenades dans la forêt enneigée. Par ailleurs on peut pratiquer la natation dans une piscine couverte.
À Bad Hofgastein, on trouve deux écoles de ski, et une école d'équitation.

## Personnalités liées à la commune
- Franz Hofer (1902-1975), Gauleiter ;
- Hans Grugger (né en 1981), skieur alpin.